# Perkin’s Pillar
Perkin’s Pillar war ein vertikaler Pfeiler aus vulkanischem Gestein im Mount-Meager-Massiv im Südwesten der kanadischen Provinz British Columbia mit einer Gipfelhöhe von 2430 m. Er existierte an der steilen Nordflanke des Capricorn Mountain. Die obere Hälfte des Pfeilers stürzte irgendwann 2005 zusammen, sodass nur ein schartiger Splitter von dem vormals mächtigen Gipfel zurückblieb.